# 231 Vindobona
231 Vindobona је астероид главног астероидног појаса. Приближан пречник астероида је 82,33 km,
а средња удаљеност астероида од Сунца износи 2,920 астрономских јединица (АЈ).
Инклинација (нагиб) орбите у односу на раван еклиптике је 5,095 степени, а орбитални период износи 1822,967 дана (4,991 године). Ексцентрицитет орбите астероида износи 0,156.
Апсолутна магнитуда астероида износи 9,20 а геометријски албедо 0,054.
Астероид је откривен 10. септембра 1882. године.